# Hrabstwo Harnett
Hrabstwo Harnett (ang. Harnett County) – hrabstwo w stanie Karolina Północna w Stanach Zjednoczonych.

## Geografia
Według spisu z 2000 roku obszar całkowity hrabstwa obejmuje powierzchnię 601 mil2 (1556,58 km²), z czego 595 mil2 (1541,04 km²) stanowią lądy, a 6 mil2 (15,54 km²) stanowią wody. Według szacunków United States Census Bureau w roku 2012 miało 122 135 mieszkańców. Jego siedzibą administracyjną jest Lillington.

### Miasta
- Angier
- Coats
- Dunn
- Erwin
- Lillington

### CDP
- Buies Creek
- Bunnlevel
- Mamers